# Hum (band)
Hum is een Amerikaanse alternatieve rock band, opgericht in 1989. In de Verenigde Staten vooral bekend om hun hit Stars uit 1995. Na 2000 werd Hum grotendeels inactief, behalve voor sporadische optredens kwam men weer bij elkaar. In 2015 werd de band herenigd voor een reeks korte tournees. Op 23 juni 2020 kwam het vijfde studioalbum Inlet uit. Het eerste album met nieuw materiaal na meer dan tweeëntwintig jaar. Op 29 juni 2021 overleed plotseling drummer Bryan St. Pere.

## Bezetting

### Huidige leden
- Matt Talbott - gitaar & zang (1989 - 2000, 2003, 2011 - heden)
- Jeff Dimpsey - basgitaar (1993 - 2000, 2003, 2011 - heden)
- Tim Lash - gitaar (1993 - 2000, 2003, 2011 - heden)

### Voormalige leden
- Andy Switzky - gitaar & zang (1989 - 1993)
- Akis Boyatzis - basgitaar (1989 - 1990)
- Jeff Kropp - drums (1989 - 1990)
- Joe Futrelle - basgitaar (1990)
- Rod Van Huis - basgitaar (1990 - 1991)
- Bryan St. Pere - drums (1990 - 2000, 2003, 2011 - 2021, overleden 2021)
- Baltie de Lay - basgitaar (1991 - 1993)
- Jason Gerken - drums (2015)

## Discografie

### Albums
Tussen haakjes totaal aantal weken in de lijst
| Titel                     | Jaar | Charts           | Charts          | Charts           | Opmerkingen |
| Titel                     | Jaar | NL Album Top 100 | VL Ultratop 200 | VS Billboard 200 | Opmerkingen |
| ------------------------- | ---- | ---------------- | --------------- | ---------------- | ----------- |
| Fillet Show               | 1991 | -                | -               | -                | -           |
| Electra 2000              | 1993 | -                | -               | -                | -           |
| You'd Prefer an Astronaut | 1995 | -                | -               | 105 (12wk)       | -           |
| Downward Is Heavenward    | 1998 | -                | -               | 150 (1wk)        | -           |
| Inlet                     | 2020 | -                | -               | 111 (1wk)        | -           |

### Ep's
Tussen haakjes totaal aantal weken in de lijst
| Titel                               | Jaar | Charts           | Charts          | Charts           | Opmerkingen |
| Titel                               | Jaar | NL Album Top 100 | VL Ultratop 200 | VS Billboard 200 | Opmerkingen |
| ----------------------------------- | ---- | ---------------- | --------------- | ---------------- | ----------- |
| Kissing Me Is Like Kissing an Angel | 1990 | -                | -               | -                | -           |
| It's Gonna Be a Midget X-mas        | 1997 | -                | -               | -                | -           |

### Singles
Tussen haakjes totaal aantal weken in de lijst
| Titel                   | Jaar | Charts    | Charts            | Charts         | VS Billboard Charts | VS Billboard Charts | VS Billboard Charts    | Opmerkingen |
| Titel                   | Jaar | NL Top 40 | NL Single Top 100 | VL Ultratop 50 | Hot 100             | Alternative Songs   | Mainstream Rock Tracks | Opmerkingen |
| ----------------------- | ---- | --------- | ----------------- | -------------- | ------------------- | ------------------- | ---------------------- | ----------- |
| Hello Kitty             | 1992 | -         | -                 | -              | -                   | -                   | -                      | -           |
| Sundress                | 1992 | -         | -                 | -              | -                   | -                   | -                      | -           |
| Stars                   | 1995 | -         | -                 | -              | -                   | 11 (15wk)           | 28 (7wk)               | -           |
| The Pod                 | 1995 | -         | -                 | -              | -                   | -                   | -                      | -           |
| I'd Like Your Hair Long | 1995 | -         | -                 | -              | -                   | -                   | -                      | -           |
| Puppets / Aphids        | 1998 | -         | -                 | -              | -                   | -                   | -                      | -           |
| Comin' Home             | 1998 | -         | -                 | -              | -                   | 37 (3wk)            | -                      | -           |
| Green to Me             | 1998 | -         | -                 | -              | -                   | -                   | -                      | -           |